# Prosopocera chanleri
Prosopocera chanleri es una especie de escarabajo longicornio del género Prosopocera, categorizada en la tribu Prosopocerini, de la subfamilia Lamiinae. Fue descrita por Linell en 1896.

## Descripción
Mide 17 mm de longitud.

## Distribución
Se distribuye por Kenia.